# Station Ommen
Station Ommen is het station in de Overijsselse plaats Ommen, gelegen aan de zuidelijke rand hiervan. Het station is ontworpen op het bureau van de Amsterdamse architect Eduard Cuypers.  Het werd op 15 januari 1903 geopend, tegelijkertijd met de opening van de spoorlijn Zwolle – Ommen. Station en spoorlijn zijn geopend door de Noordoosterlocaalspoorweg-Maatschappij (NOLS). Het stationsgebouw van Ommen is een vergrote versie van het type tweede klasse dat ook nog te vinden is in Dalfsen (1903), Mariënberg (1903) en Hardenberg (1905).

## Geschiedenis
Van 1910 tot 1935 had Ommen een directe spoorverbinding met Deventer via Raalte, aangelegd door de OLDO. Jarenlang heeft men geprobeerd de laatste lijn door te trekken naar Hoogeveen, waarbij de gemeenten Ambt-Ommen, Stad-Ommen, Avereest, Zuidwolde en Hoogeveen financieel wilden bijdragen. De ontworpen spoorweg zou de afstand van Groningen naar Deventer en Twente aanzienlijk verkorten. Onder meer door de opkomst van de autobus in de jaren 20 werden deze plannen nooit gerealiseerd. Ook de verlenging van de spoorlijn (Winterswijk) - Neede - Hellendoorn naar Ommen is vanwege de laag ingeschatte vracht- en reizigersaantallen nooit voltooid.
Tussen 1924 en 1939 reisden grote aantallen bezoekers van de "Sterkampen" van spiritueel leider Jiddu Krishnamurti via station Ommen. Hiervoor werden destijds speciale treinen ingezet. 
Tussen 1972 en 2019 werd alleen het tweede perron gebruikt waar aan beide zijden treinen stopten. Omdat dit te smal werd voor de reizigersstroom stoppen de treinen sindsdien ook weer op het opnieuw aangelegde eerste perron.

### Boeken
- 'Eduard Cuypers, Leven & Werk en hoe hij verdween uit onze architectuurgeschiedenis', Obbe H. Norbruis (2025) LM Publishers.

## Treinverbindingen
| Serie       | Treinsoort         | Route                               | Bijzonderheden                                         |
| ----------- | ------------------ | ----------------------------------- | ------------------------------------------------------ |
| 3800 RE 20  | Sneltrein (Arriva) | Zwolle – Ommen – Mariënberg – Emmen | Onderdeel van Blauwnet. 1x per uur.                    |
| 13800 RE 20 | Sneltrein (Arriva) | Zwolle – Ommen – Coevorden – Emmen  | Onderdeel van Blauwnet. Rijdt alleen tijdens de spits. |
| 8000 RS 20  | Stoptrein (Arriva) | Zwolle – Ommen – Mariënberg – Emmen | Onderdeel van Blauwnet. 1x per uur.                    |

Station Ommen wordt in beide richting bediend, met een in het halfuur vertrekkende trein in beide richtingen (in de spits, van 6.30 tot 9.00 uur en van 16.00 tot 18.30 uur om het kwartier). de trein naar Zwolle vertrekt gebruikelijk vanaf spoor 1 en de trein richting Emmen op spoor 2. Dit traject Zwolle – Emmen is de belangrijkste openbare vervoer corridor van noord oost Overijsel.

## Busverbindingen
| Lijn | Route                                                                         | Via                                                 | Soort     | Vervoerder | Opmerkingen                                              |
| ---- | ----------------------------------------------------------------------------- | --------------------------------------------------- | --------- | ---------- | -------------------------------------------------------- |
| 81   | Almelo Centraal Station - Ommen Strangeweg                                    | Vriezenveen, Westerhaar, Vroomshoop, Den Ham, Eerde | Streekbus | Arriva     |                                                          |
| 86   | Rheeze Camping De Vechtstraat/'t Veld - Hellendoorn Avonturenpark Hellendoorn | Stegeren, Ariën, Ommen                              | Streekbus | Arriva     | Rijdt enkel in de zomer en alleen op dinsdag en woensdag |
| 568  | Dalfsen Woonzorgcentrum Rosengaerde - Ommen Haarsweg                          | Rechteren, Hessum, Vilsteren                        | Buurtbus  | EBS        | Rijdt niet 's avonds en in het weekend                   |
| 569  | Ommen Chevalleraustraat - Lemelerveld Evenemententerrein                      | Nieuwe Brug, Lemele, Dalmsholte                     | Buurtbus  | EBS        | Rijdt niet 's avonds en in het weekend                   |

## Activiteiten
Vanaf station Ommen vertrekt jaarlijks de Station tot station loop, een Hardloopwedstrijd van 16 kilometer naar station Dalfsen.
Er zijn diverse wandelroutes startende vanaf het station, het is ook een goed aansluitpunt voor het pieter pad dat erlangs loopt.  

## Voorzieningen
Het station is rolstoelvriendelijk met een hellingbaan en er zijn geleide lijnen ook is er een AED aanwezig. voor fietsen zijn er zowel bewaakt (fietskluis) als onbewaakte stallingsmogelijkheden en er zijn OV-fietsen beschikbaar. verder is een kaartenautomaat van de NS, een toilet (binnen cafetaria spoor 7), wachtruimte, watertappunt en een ruime gratis parkeerplaats met P+R zone.

## Fotogalerij

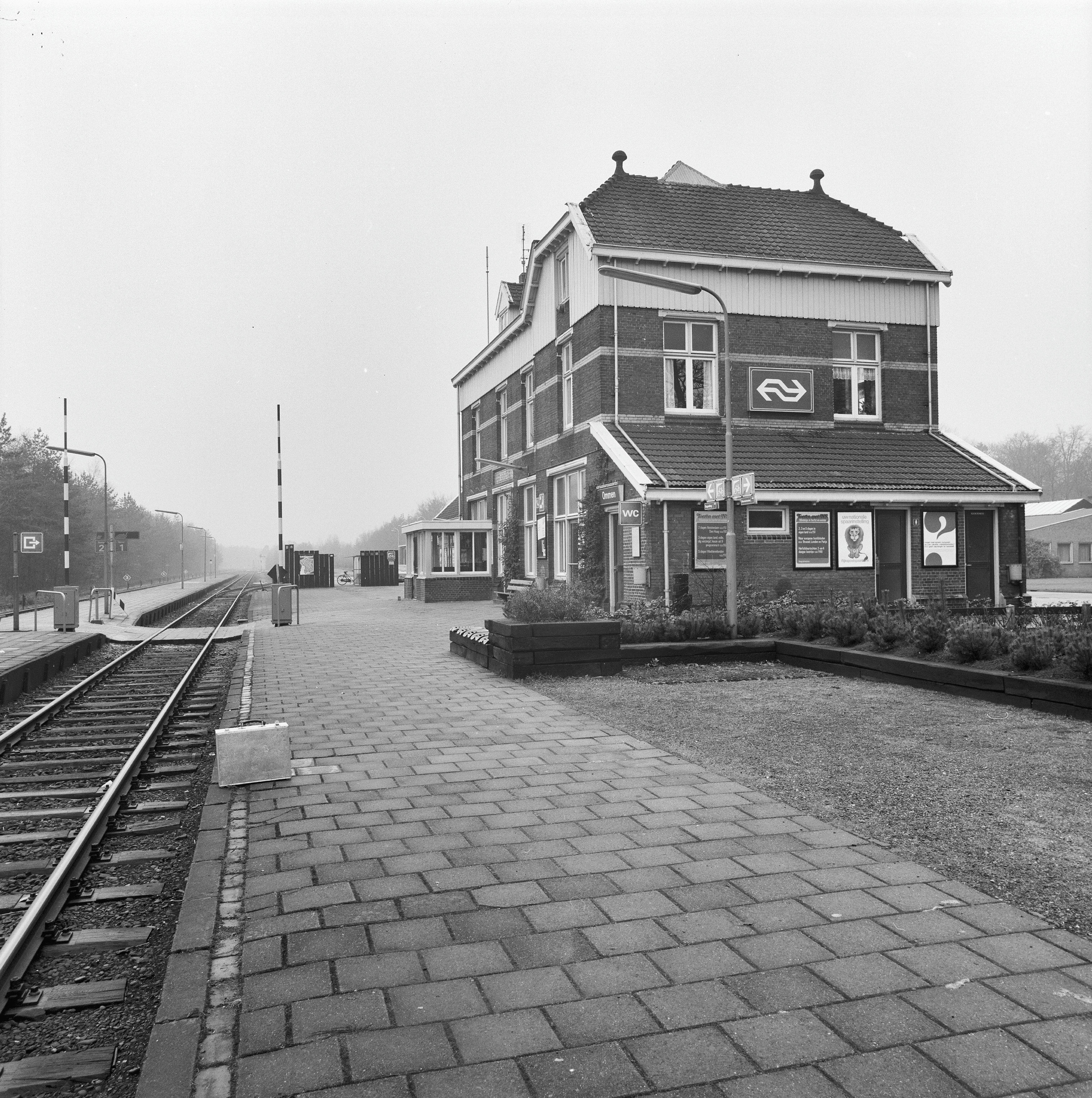
Station in 1974
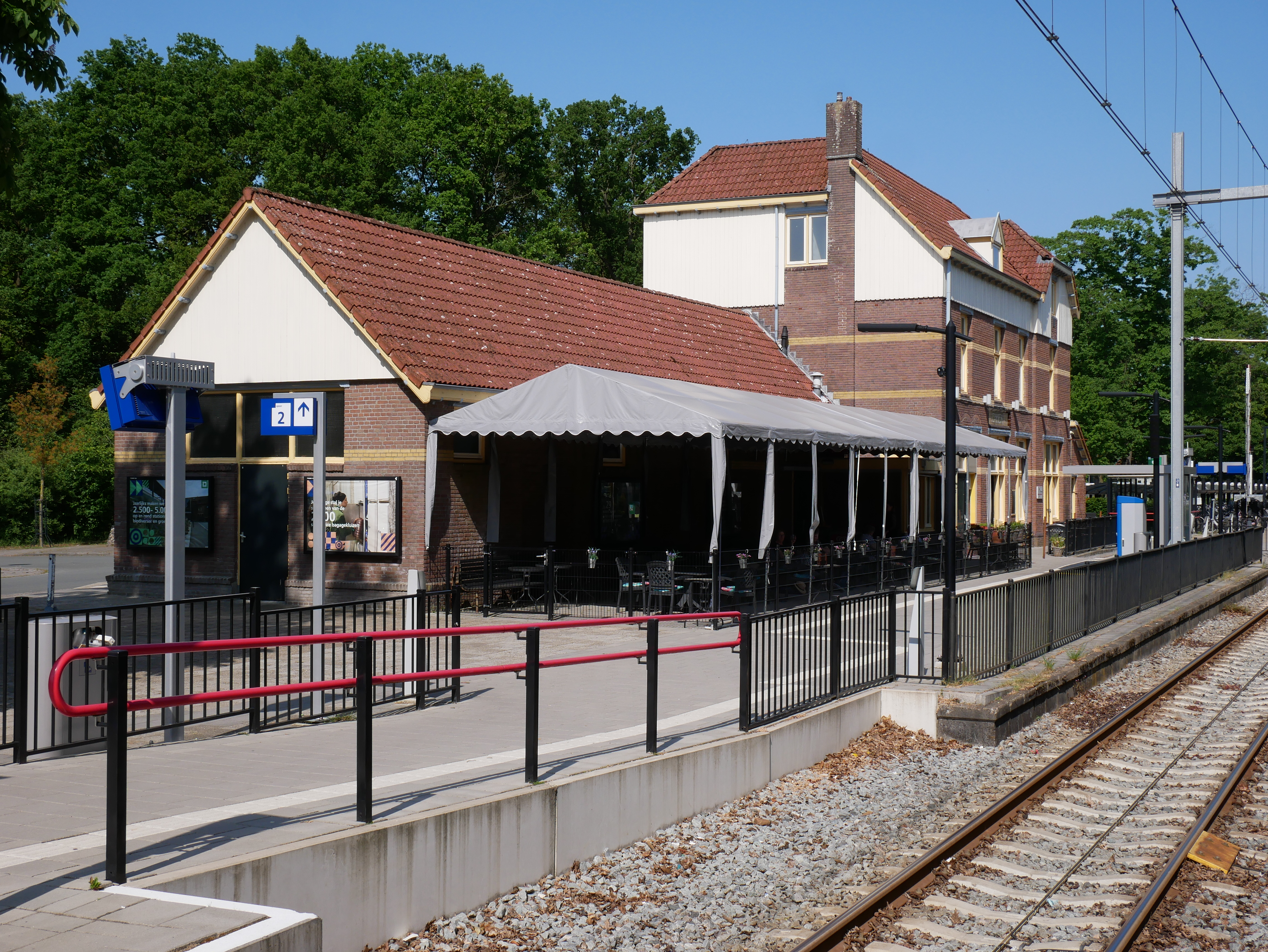
Station Ommen, spoorzijde
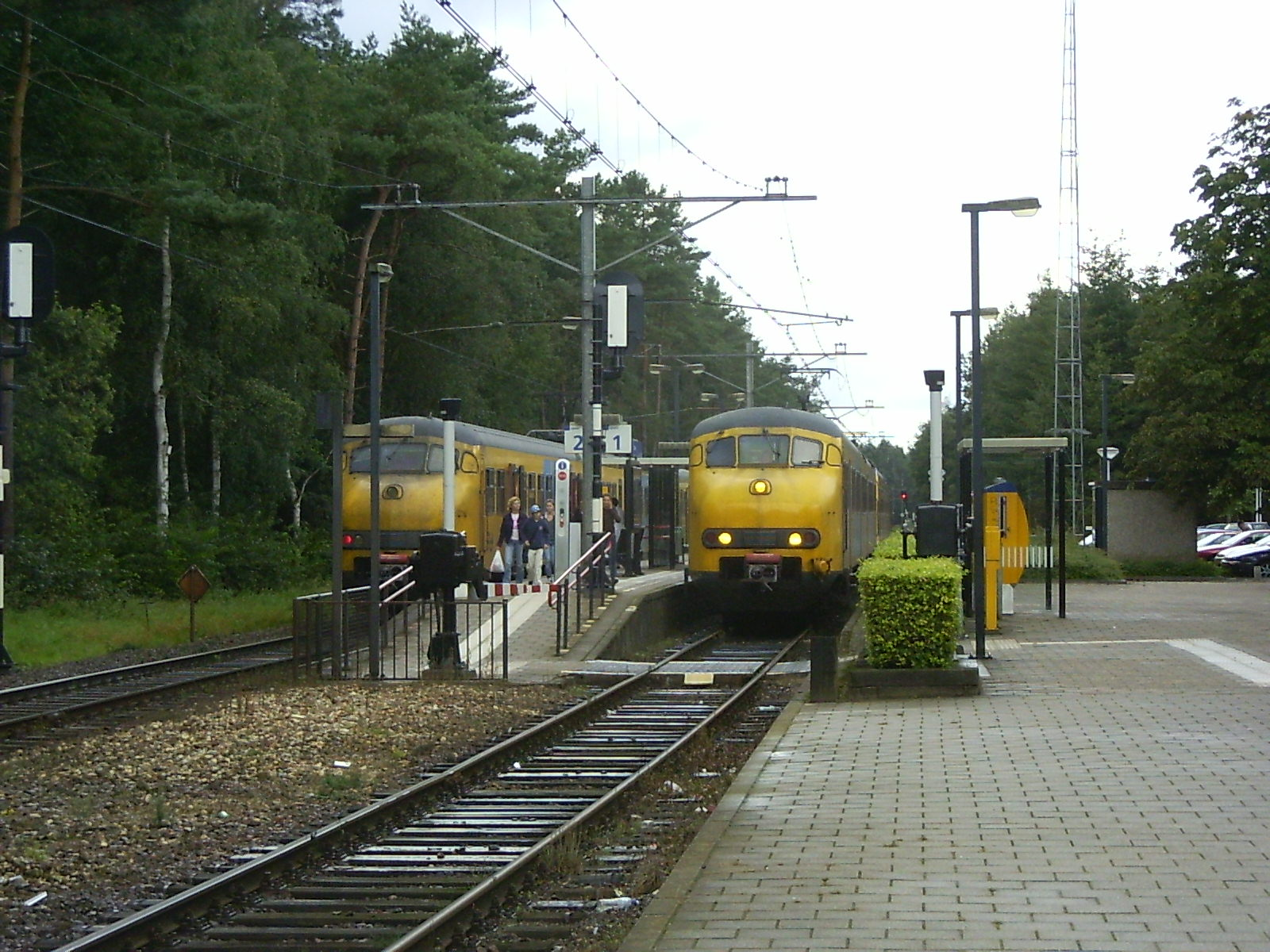
Twee treinen kruisen elkaar links rijdend te Ommen
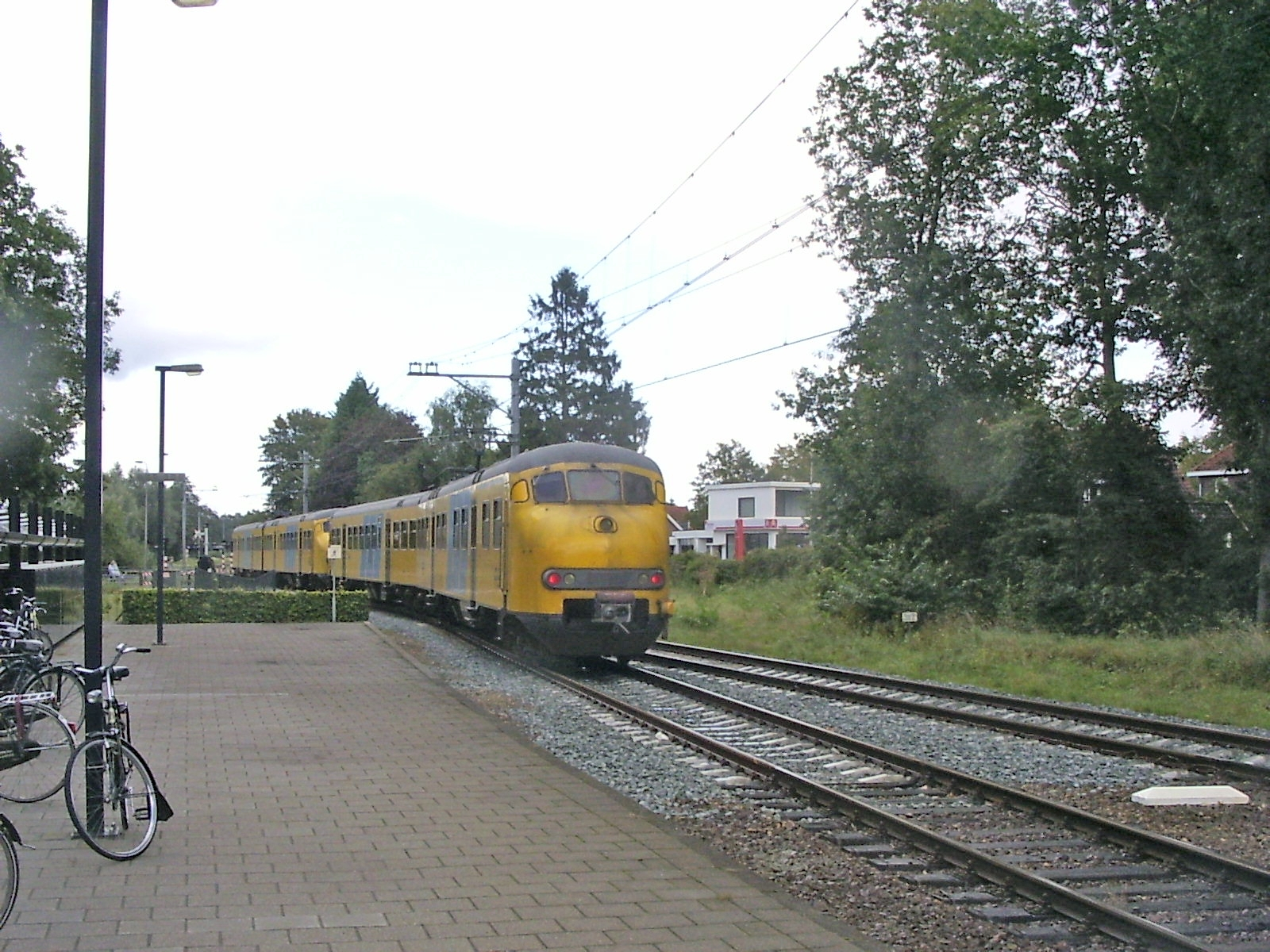
Trein richting Emmen rijdt weg uit Ommen
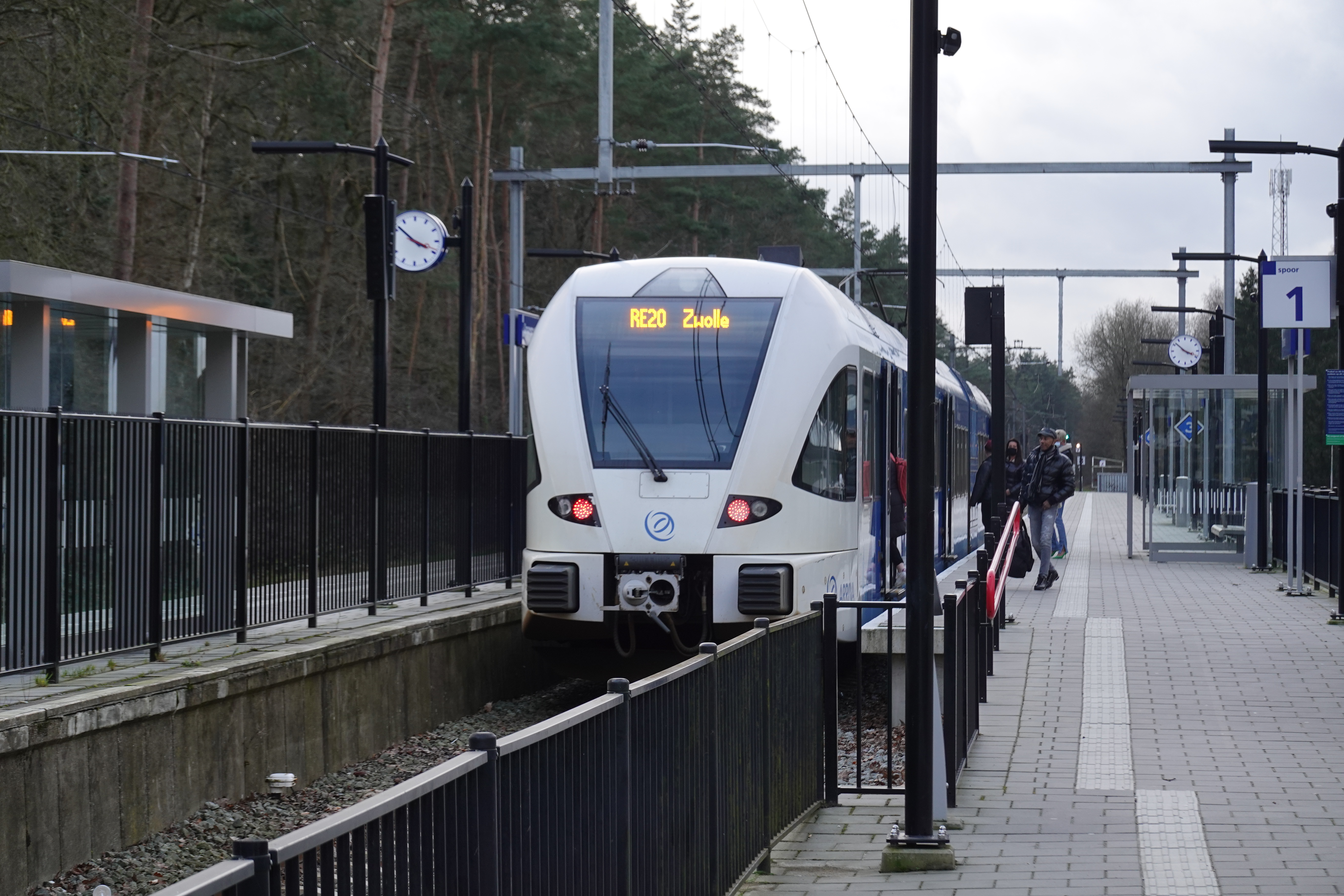
Arriva FLIRT op het station

0: Zwolle ·
5: Herfte-Veldhoek ·
8: Marshoek-Emmen ·
12: Dalfsen ·
15: Rechteren ·
19: Vilsteren ·
23: Ommen ·
25: Sterkamp ·
29: Junne ·
31: Beerze ·
34: Mariënberg ·
37: Bergentheim ·
Brucht ·
42: Hardenberg ·
45: Baalder-Radewijk ·
48: Gramsbergen ·
50: De Haandrik ·
55: Coevorden ·
59: Dalen ·
62: Dalerveen ·
66: Nieuw Amsterdam ·
70: Emmen Zuid ·
71: Emmen Bargeres ·
72: Zuidbarge ·
75: Emmen ·
79: Weerdinge ·
82: Valthe ·
87: Exloo ·
93: Buinen ·
95: Drouwen ·
100: Gasselternijveen ·
103: Tweede Dwarsdiep ·
107: Stadskanaal
0,0: Deventer ·
0: Boksbergerweg ·
2: De Platvoet ·
4: Diepenveen Oost ·
5: Hoek ·
8: Eikelhof ·
9: Hiethaar ·
10: Wesepe ·
13: Pleegste ·
18: Langkamp ·
19: Raalte ·
22: Linderte ·
23: Crisman ·
26: Posthoorn ·
28: Lemelerveld ·
32: Dalmsholte ·
38: Ommen
Almelo · 
-De Riet · 
Borne · 
Daarlerveen · 
Dalfsen · 
Delden · 
Deventer · 
-Colmschate · 
Enschede · 
-De Eschmarke · 
-Kennispark · 
Glanerbrug · 
Goor · 
Gramsbergen · 
Hardenberg · 
Heino · 
Hengelo · 
-Gezondheidspark ·
-Oost · 
Holten · 
Kampen · 
-Zuid ·
Mariënberg · 
Nijverdal · 
Oldenzaal ·
Olst · 
Ommen · 
Raalte ·
Rijssen · 
Steenwijk · 
Vriezenveen · 
Vroomshoop · 
Wierden · 
Wijhe · 
Zwolle · 
-Stadshagen
Stations van de Museum Buurtspoorweg:
Haaksbergen · Zoutindustrie · Boekelo

Voormalige stations: zie de lijst van voormalige spoorwegstations in Overijssel